# Kanton Lusignan
Kanton Lusignan (fr. Canton de Lusignan) je francouzský kanton v departementu Vienne v regionu Poitou-Charentes. Skládá se z devíti obcí.

## Obce kantonu
- Celle-Lévescault
- Cloué
- Coulombiers
- Curzay-sur-Vonne
- Jazeneuil
- Lusignan
- Rouillé
- Saint-Sauvant
- Sanxay